# 청양 운장암 금동보살좌상
청양 운장암 금동보살좌상(靑陽 雲藏庵 金銅菩薩坐像)은 대한민국 충청남도 청양군 대치면 장곡리, 장곡사 하대웅전에 있는 고려시대의 보살상이다. 1989년 4월 15일 대한민국의 보물 제986호로 지정되었다.
종전 명칭은 "청양운장암철보살좌상"(靑陽雲藏菴鐵菩薩坐像)이었으나, 성분분석 실시결과 주 소재가 청동으로 밝혀짐에 따라 "청양운장암금동보살좌상"(靑陽雲藏庵金銅菩薩坐像)으로 국가지정문화재(보물) 지정명칭이 변경되었다.

## 개요
운장암 앞 골짜기의 길가에 있던 것을 1900년 경 암자를 다시 세우면서 이곳에 옮겨 보관하고 있다. 머리는 상투 모양으로 묶어 올렸으며, 최근에 만든 불꽃무늬 장식의 관(冠)을 쓰고 있다. 몇 가닥의 머리카락은 어깨 앞뒤로 늘어져 있다.
얼굴은 양감이 적당하여 눈·코·입이 잘 조화를 이루고, 얼굴 바로 밑에서 어깨가 시작되며, 목에 새겨진 삼도(三道)는 가슴 윗부분까지 내려와 표현되었다. 옷에는 주름이 부드럽게 흘러내리고 있으며 불상의 뒷면에까지 섬세하게 표현되어 있다. 가슴에는 화려한 장식이 있고, 배 위에는 속에 입은 옷을 묶은 띠매듭이 있다. 가슴 부분까지 들고 있는 오른손은 엄지와 약지를 맞대고 있으며, 왼손은 엄지와 중지를 맞대고 있어 아미타불의 손모양을 나타내고 있다.
이 보살상은 대승사 금동보살상과 비슷한 양식을 보여주어 고려말 조선초에 만들어진 것으로 보인다. 특히 보살상 속에서 발견된 것 중 중종대에 간행된 불경 등은 보살상을 만든 연대를 추정하는데 도움을 주는 중요한 자료가 되고 있다.

## 현지 안내문
고려말~조선 초기에 조성된 금동보살좌상이다. 원래 운장암 앞의 골짜기 길가에 놓여져 있었는데 1900년경 운장암을 고쳐 지으면서 모셨다. 머리는 상투 모양으로 묶어 올렸고, 머리칼을 땋아 양쪽 어깨와 뒤쪽으로 늘어뜨리고 있다. 보관(寶冠)은 최근에 새로 제작한 것이다. 적당히 살이 오른 얼굴과 가늘게 뜬 눈을 비롯하여 비교적 잘 조화된 균형을 이루고 있다. 목이 짧아서 수행(修行)의 단계를 표현한 삼도(三道)가 가슴의 앞부분까지 내려와 있고, 그 아래에 화려한 구슬장식이 무릎까지 드리워져 있다. 옷자락은 양쪽 어깨를 감싸고 무릎까지 타원형으로 퍼져 내려와 있다. 오른손은 가슴에 올려 약지와 엄지를 붙였고, 왼손은 무릎위에서 들어 중지와 엄지와 닿을 듯 구부리고 있다.

## 같이 보기
- 운장암

## 참고 자료
- 청양 운장암 금동보살좌상 - 국가유산청 국가유산포털